# ワジマ
ワジマ（Wajima）は、
- 日本で生産、調教された、アングロアラブの競走馬。74戦11勝。[1]
- アメリカで生産、調教された、サラブレッドの競走馬、種牡馬。現役時代はG1を4勝し、1975年のエクリプス賞最優秀3歳牡馬に選出された。本項で説明する。

## 経歴

### デビュー前
ワジマはケンタッキー州パリスにある、ブル・ハンコック(Arthur B. Hancock)が所有するクレイボーンファームで生まれた。父はアメリカの偉大な種牡馬ボールドルーラー、母イスクラはフランス産馬で、その父はフランスの名種牡馬ルアール(Le Haar)だった。1歳時に当時のレコードである60万ドル（2015年現在の320万ドル相当）で購入され、ジェームズ・ウェルチ、ジェームズ・A・スカリー、ハロルド・I・シュナイダー、そして日本有数の生産者である吉田善哉の4人が共同で所有した。馬名は日本の大相撲の力士である輪島大士にちなんで命名された。彼らはイーストウェストステーブルの名義でワジマを所有し、調教はステファン・A・ディマウロ(Stephen A. DiMauro)調教師が手がけた。

### 1974年（2歳時）
2歳時は4戦2勝。おもな戦績としては11月のローレルフューチュリティ(Laurel Futurity Stakes)でレコード勝ちしたランジョルール(L'Enjoleur)の2着に入ったことが挙げられる。

### 1975年（3歳時）
シーズン序盤は脚部不安に苦しみ、アメリカクラシック三冠には出走できなかった。6月に復帰し、4戦した後、7月19日のボウル競馬場で行われた9ハロン戦のメリーランダーハンデキャップでステークス初勝利をコースレコードで飾った。ワジマはその後モンマスハンデキャップとトラヴァーズステークスなど、重要なステークス競走を4連勝した。ベルモント競馬場で行われたガヴァナーステークス(Governor Stakes)では、その年のケンタッキーダービー勝ち馬フーリッシュプレジャーに加え、前年の年度代表馬フォアゴーと後に殿堂入りを果たすエンシェントタイトル(Ancient Title)を破って勝利した。ワジマの戦績で最も重要なレースとなった、9月13日にベルモント競馬場で行われた、10ハロン戦のマールボロカップで再びフォアゴーを破って勝利。ニューヨーク・タイムズは“Wajima Now Rated A $600,000 Bargain（今のワジマなら60万ドルはお買い得）”と題した記事を掲載した。
9月の終わりにはワジマに当時の世界記録となる720万ドル（現在の3170万ドル相当）でシンジケートが組まれた。レスリー・コームズ2世(Leslie Combs II)が主催したシンジケートは1株あたり20万ドル、合計36株で構成され、共同オーナーの4人がそのうち21株を保有した。その他のシンジケート株購入者には、カーディフスタッドファーム、ジョン・C・メイビー(John C. Mabee)、アーロン・U・ジョーンズ、ジョージ・R・ガーディナー(George R. Gardiner)、ロバート・サングスター(Robert Sangster)、バートラム＆ダイアナ・ファイアーストーン(Bertram and Diana Firestone)といった、アメリカや世界の著名な生産者が含まれていた。
ワジマはその後9月27日のウッドワードステークス、10月25日のジョッキークラブゴールドカップで2着となり、11月上旬にオーナーから引退が発表された。年末にはその年のエクリプス賞最優秀3歳牡馬に選出された。

### 引退後
ワジマはケンタッキー州レキシントンにあるレスリー・コームズ2世が所有していたスペンドスリフトファームで種牡馬入りした。17世代の産駒からは4頭のグレード競走勝ち馬を含む26頭のステークスウィナーを送り出すにとどまり、種牡馬成績は多大な期待には遠く及ばないものだった。代表産駒には、カナダのクイーンズプレートとアメリカの重賞に勝利し、1984年のカナダ最優秀3歳牡馬となったキートゥザムーン(Key to the Moon)が挙げられる。
1987年にケンタッキー州パリスのストーンファーム(Stone Farm)へ移動。1992年に種牡馬を引退し、2001年8月27日に老衰のため安楽死の処置がとられた。遺体はストーンファームに埋葬された。

## 血統表
| ワジマの血統                       | ワジマの血統                               | ワジマの血統                               | （血統表の出典）                           | （血統表の出典） |
| 父 Bold Ruler 1954 黒鹿毛 アメリカ | 父の父Nasrullah 1940 鹿毛 イギリス         | Nearco                                     | Pharos                                     | Pharos           |
| 父 Bold Ruler 1954 黒鹿毛 アメリカ | 父の父Nasrullah 1940 鹿毛 イギリス         | Nearco                                     | Nogara                                     |                  |
| 父 Bold Ruler 1954 黒鹿毛 アメリカ | 父の父Nasrullah 1940 鹿毛 イギリス         | Mumtaz Begum                               | Blenheim                                   | Blenheim         |
| 父 Bold Ruler 1954 黒鹿毛 アメリカ | 父の父Nasrullah 1940 鹿毛 イギリス         | Mumtaz Begum                               | Mumtaz Mahal                               |                  |
| 父 Bold Ruler 1954 黒鹿毛 アメリカ | 父の母Miss Disco 1944 鹿毛 アメリカ        | Discovery                                  | Display                                    | Display          |
| 父 Bold Ruler 1954 黒鹿毛 アメリカ | 父の母Miss Disco 1944 鹿毛 アメリカ        | Discovery                                  | Ariadne                                    |                  |
| 父 Bold Ruler 1954 黒鹿毛 アメリカ | 父の母Miss Disco 1944 鹿毛 アメリカ        | Outdone                                    | Pompey                                     | Pompey           |
| 父 Bold Ruler 1954 黒鹿毛 アメリカ | 父の母Miss Disco 1944 鹿毛 アメリカ        | Outdone                                    | Sweep Out                                  |                  |
| 母 Iskra 1961 栗毛 フランス        | 母の父Le Haar 1954 栗毛 フランス           | Vieux Manoir                               | Brantome                                   | Brantome         |
| 母 Iskra 1961 栗毛 フランス        | 母の父Le Haar 1954 栗毛 フランス           | Vieux Manoir                               | Vieille Maison                             |                  |
| 母 Iskra 1961 栗毛 フランス        | 母の父Le Haar 1954 栗毛 フランス           | Mince Pie                                  | Teleferique                                | Teleferique      |
| 母 Iskra 1961 栗毛 フランス        | 母の父Le Haar 1954 栗毛 フランス           | Mince Pie                                  | Cannelle                                   |                  |
| 母 Iskra 1961 栗毛 フランス        | 母の母Fasciola 1946 黒鹿毛 フランス        | Fastnet                                    | Pharos                                     | Pharos           |
| 母 Iskra 1961 栗毛 フランス        | 母の母Fasciola 1946 黒鹿毛 フランス        | Fastnet                                    | Tatoule                                    |                  |
| 母 Iskra 1961 栗毛 フランス        | 母の母Fasciola 1946 黒鹿毛 フランス        | Foxcraft                                   | Foxhunter                                  | Foxhunter        |
| 母 Iskra 1961 栗毛 フランス        | 母の母Fasciola 1946 黒鹿毛 フランス        | Foxcraft                                   | Philomene                                  |                  |
| 母系(F-No.)                        | (FN:13-e)                                  | (FN:13-e)                                  | (FN:13-e)                                  | [ § 2 ]          |
| 5代内の近親交配                    | Pharos：4×4 Phalaris：5×5×5 Blandford：5×5 | Pharos：4×4 Phalaris：5×5×5 Blandford：5×5 | Pharos：4×4 Phalaris：5×5×5 Blandford：5×5 | [ § 3 ]          |
| 出典                               | 1. 2. 3.                                   | 1. 2. 3.                                   | 1. 2. 3.                                   | 1. 2. 3.         |

- 半兄Naskraは重賞2勝、ベルモントステークス3着など。種牡馬としてG1馬を多数出して成功した。[11]
- 伯母のLezghinkaはヴェルメイユ賞など重賞3勝。[12]

## 参考
- Wajima(USA)｜JBISサーチ（JBIS-Search） - 血統表など